# Kulowszczyzna (obwód grodzieński)
Kulowszczyzna (biał. Кулёўшчына; ros. Кулёвщина) – wieś na Białorusi, w obwodzie grodzieńskim, w rejonie mostowskim, w sielsowiecie Gudziewicze. 
Dawniej wieś i majątek ziemski. W dwudziestoleciu międzywojennym leżała w Polsce, w województwie białostockim, w powiecie grodzieńskim, w gminie Gudziewicze.
Według Powszechnego Spisu Ludności z 1921 roku wieś zamieszkiwało 18 osób, wszystkie były wyznania prawosławnego i zadeklarowały polską przynależność narodową. Były tu 3 budynki mieszkalne.
Miejscowość należała do parafii rzymskokatolickiej w Wielkich Ejsymontach i parafii prawosławnej w Gudziewiczach.
Podlegała pod Sąd Grodzki w Indurze i Okręgowy w Grodnie; właściwy urząd pocztowy mieścił się w Gudziewiczach.